# Gryllotalpa jinxiuensis
Gryllotalpa jinxiuensis is een rechtvleugelig insect uit de familie veenmollen (Gryllotalpidae). De wetenschappelijke naam van deze soort is voor het eerst geldig gepubliceerd in 1990 door You & Li.